# Anorotsangana
Anorotsangana är en ort i Madagaskar.   Den ligger i distriktet Antsiranana och regionen Diana, i den norra delen av landet, 600 km norr om huvudstaden Antananarivo. Anorotsangana ligger 146 meter över havet och antalet invånare är 5 250.
Terrängen runt Anorotsangana är huvudsakligen platt, men åt nordost är den kuperad. Havet är nära Anorotsangana åt sydväst.  Det finns inga andra samhällen i närheten. 